# Boeing P-8 Poseidon

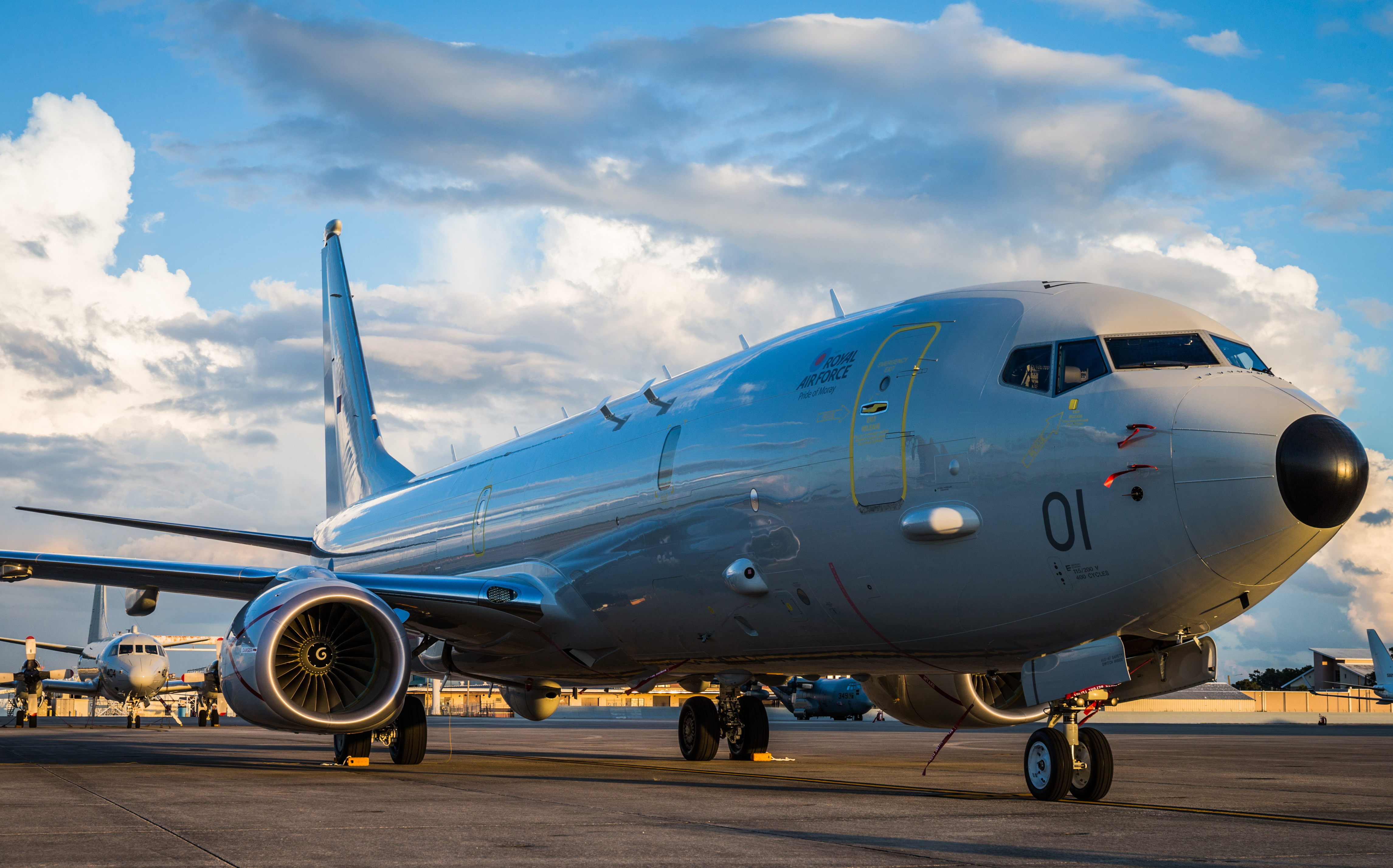
Den första levererade P-8 Poseidon till Royal Air Force, 2019

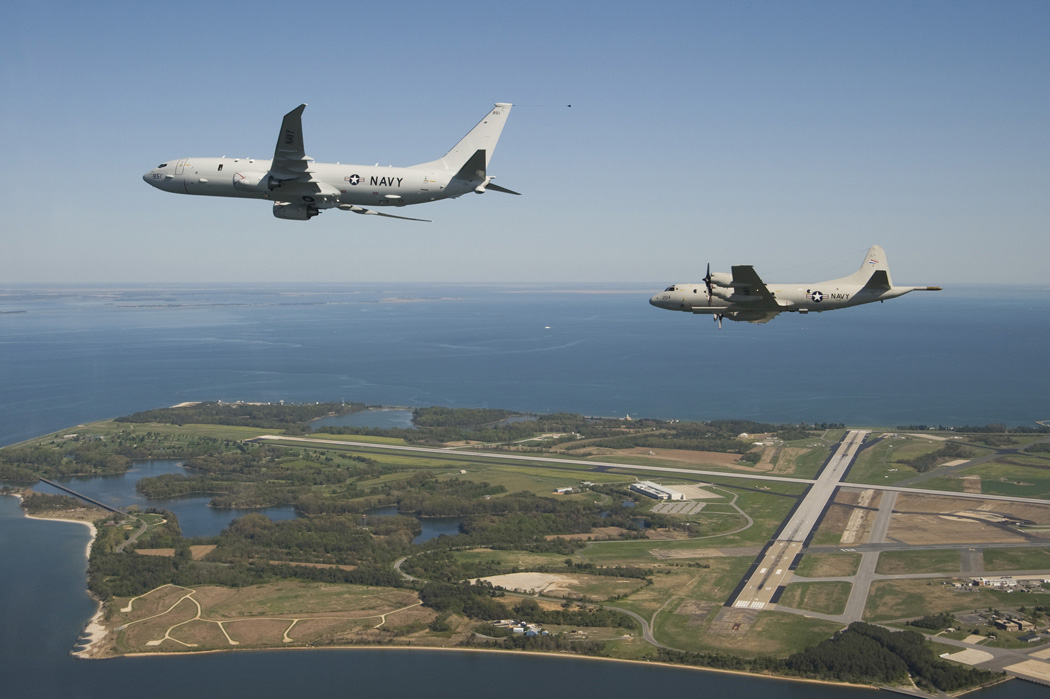
En P-8 Poseidon och en P-3 Orion över Naval Air Station Patuxent River i Maryland, USA, 2010

Boeing P-8 Poseidon är ett landbaserat havsövervaknings- och ubåtsjaktflygplan, som utvecklats för USA:s flotta och som tillverkas av amerikanska Boeing. 
Det är också utrustat för elektronisk övervakning (ELINT). P-8 Poseidon ger information för stöd till operationer på land och vatten. Planet har en roll i räddningstjänst, miljö- och resurshantering. Boeing P-8 Poseidon kan beväpnas med torpeder, sjunkbomber, AGM-84 Harpoon-missiler och andra vapen. P-8 är byggt av Boeing Defense, Space & Security, är en vidareutveckling av Boeing 737-800ERX och drivs av två jetmotorer. Vingarna är spetsigare än den civila varianten, och de saknar winglets.  Den har en besättning på nio, två piloter och sju sensoroperatörer. Första provflygningen ägde rum 2009.

## Bakgrund
Flygplanet har konstruerats som ersättare för Lockheed P-3 Orion. Det används i stort antal av US Navy och används i den indiska flottan under namnet P-8I Neptune. Omkring 115 flygplan är levererade eller beställda. P-8 Poseidon används av NATO bland annat från baser på Azorerna och Keflavik i Island. 
Beställningar har lagts av bland andra Sydkoreas flotta, Royal Australian Air Force, det brittiska Royal Air Force (nio flygplan) och det norska Luftforsvaret (fem flygplan).
De brittiska flygplanen är stationerade på RAF Lossiemouth i Skottland och de norska ska baseras på Evenes flystasjon vid Harstad-Narviks flygplats, Evenes i Nordnorge.